# 口孵雀麗魚
口孵雀麗魚，為輻鰭魚綱䲁形目麗魚科口孵非鯽屬的其中一種，被IUCN列為易危保育類動物，分布於非洲坦尚尼亞Natron湖流域，體長可達5公分，棲息在中底層水域，生活習性不明。